# Dustin Nguyen (fumettista)
Dustin Nguyen (15 giugno 1976) è un fumettista statunitense.
Dopo aver lavorato come disegnatore CAD presso diverse società d'ingegneria nel Sud della California e la Stan Lee Media Company come animatore Flash, debutta come fumettista nel 2000 sul primo numero di WildStorm Thunderbook. Per lo stesso editore disegna poi Jet, una miniserie in quattro numeri uscita nello stesso anno. Dopo una breve parentesi alla DC Comics sulle pagine di The Authority (2001), torna poi alla Wildstorm per lavorare su Wildcats (2002-2004). Successivamente fa ritorno alla DC dove disegna cinque numeri di Batman (2004) e The Authority: Revolution (2004-2005). Nel 2005 disegna inoltre il terzo numero del Vigilante e nel 2006 il primo numero di Manifest Eternity.
Il lavoro con cui si mette veramente in luce è però Torment, una story-arc scritta da Alan Burnett e pubblicata sulla collana Superman/Batman nel 2007. Le chine sono di Derek Fridolfs, che diventerà il suo inchiostratore fisso. Nel 2008 viene promosso a regular artist di Detective Comics su testi di Paul Dini e nel 2009 lavora su Streets of Gotham, un nuovo titolo di Batman sempre scritto da Dini.
Nel 2016 collabora con Jeff Lemire alla serie Descender, che gli vale un Eisner Award nello stesso anno e uno nel 2019 come Miglior pittore/pagine interne. Con Lemire scrive anche Ascender e Little Monsters, pubblicata in Italia nel 2024.